# Plectus aberrans
Plectus aberrans är en rundmaskart. Plectus aberrans ingår i släktet Plectus och familjen Plectidae. Inga underarter finns listade i Catalogue of Life.